# Pansartruppernas officershögskola
Pansartruppernas officershögskola (POHS) var en officershögskola inom svenska armén som verkade i olika former åren 1942–1995. Förbandsledningen var förlagd i Skövde garnison, Skövde.

## Historik
Skolan bildades den 28 september 1942 som Pansartruppernas officersaspirantsskola (POAS) och var lokaliserad till Strängnäs. Den 28 september 1945 omorganiserades skolan till Pansartruppernas kadettskola (PKS). År 1946 samlokaliserades skolan med Göta livgarde (P 1) i Enköping. Den 1 april 1961 omorganiserades skolan till Pansartruppernas kadett- och aspirantskola (PKAS).
I regeringens proposition 1973:135 föreslogs att Göta livgarde skulle upplösas och avvecklas. I och med förslaget föreslogs även att Pansartruppernas kadett- och aspirantskola skulle omlokaliseras till Ystad eller Revinge, och underställas Södra skånska regementet (P 7). Dock kom frågan om att avveckla Göta livgarde dröja fram till 1977, då riksdagen genom försvarsbeslutet 1977 och regeringens proposition 1977/78:65 fastställde försvarets nya grundorganisation.
Göta livgarde upplöstes och avvecklades den 30 juni 1980. Med det omlokaliserades skolan till Skövde. Där sammanslogs Pansartruppernas kadett- och aspirantskola och Pansartruppskolan (PS) till en skola och bildade den 1 juni 1981 Pansartruppernas stridsskola.
Genom försvarsutredning 1988 beslutade riksdagen att samtliga fack- och officershögskolor vid truppslagen inom armén skulle upplösas som egna myndigheter och istället inordnas i respektive truppslagscentrum. För Pansartruppernas officershögskola innebar det att skolan inordnades i Arméns pansarcentrum (PaC). Vid sidan om Pansartruppernas officershögskola ingick även Pansartruppernas stridsskola (PS) i Arméns pansarcentrum. Den 1 juli 1995 sammanslogs Arméns pansarcentrum (PaC) med Arméns infanteri- och kavallericentrum (InfKavC) och bildade Arméns brigadcentrum. Genom denna omorganisation bildades den 1 juli 1995 tre nya armégemensamma skolor, Stridsskola Nord, Stridsskola Mitt, Stridsskola Syd. Där Pansartruppernas officershögskola tillsammans med Pansartruppernas stridsskola bildade Stridsskola Syd (SSS).
Pansartruppernas officershögskola levde kvar som en del inom Stridsskola Syd fram till den 31 december 1998, då utbildningen övertogs centralt av Militärhögskolan Karlberg (MHS K), Militärhögskolan Halmstad (MHS H) och Militärhögskolan Östersund (MHS Ö). Kvarvarande delar av Stridsskola Syd och Stridsskola Mitt bildade den 1 januari 1999 fack- och funktionsskolan Markstridsskolan.

## Verksamhet
När skolan bildades 1942 som Pansartruppernas officersaspirantskola kom den att ansvara för utbildningen av den grundläggande utbildning av pansartruppernas reserv- och yrkesofficerare. När den skolan sedan omorganiserades 1945 till Pansartruppernas kadettskola, utbildade skolan värnpliktiga- och, reservofficerare samt första året för blivande yrkesofficerare vid pansartrupperna. Från 1962 kom skolan att svara för yrkesofficerarnas grundläggande utbildning från fjärde månaden av värnpliktsutbildningen. I och med "Ny befälsordning" kom skolans från 1981 att svara för det första året av den då tvååriga utbildningen till yrkesofficerare. Vidare svarade även skolan för reserv- och värnpliktigas grundläggande officersutbildning.
Skolan var direkt underställd pansarinspektören, men lydde ur förläggningshänseende under sekundchefen för Göta livgarde. Skolan hade som uppgift att utbilda officersaspiranter från samtliga förband inom pansartrupperna. Vilka genomgick en utbildning i två etapper, första aspirantskolan samt andra aspirantskolan, för att sedan fullfölja sin utbildning vid Krigsskolan i Solna. Skolan tillfördes på lån från pansarförbanden olika stridsfordonstyper, vilket bland annat utmärkte sig genom att Stridsvagn 103 fanns vid skolan, men inte vid Göta livgarde.
När Stridsskola Syd bildades 1995, svarade den nya skolan huvudsakligen för den grundläggande utbildningen av officerare tillhörande pansartrupperna vid Södra militärområdet (Milo S). Den 31 december 1998 upphörde den grundläggande utbildningen inom respektive försvarsgrenarna och inom armén vid truppslagen. Istället samlades den 1 januari 1999 officersutbildning till tre nya försvarsmaktsgemensamma militärhögskolor Militärhögskolan Karlberg (MHS K), Militärhögskolan Halmstad (MHS H) och Militärhögskolan Östersund (MHS Ö).

## Förläggningar och övningsplatser
När skolan bildades så var den samlokaliserad med depåkompaniet i Strängnäs garnison. Från 1943 tilldelades skolan en egen kompanikasern, där eleverna förlades i tre logement på nedre våningen och de tre logementen på våningens övre plan fungerade som lektionssalar. Våren 1946 flyttade skolan till Enköpings garnison och förlades till Livkompaniets kasern, innan den 1 mars 1967 flyttade in i en nyuppförd skolbyggnad inom kasernområdet. År 1980 flyttades skolan till Skaraborgs regementes kasernetablissement i Skövde garnison och förlades till kasern II, där skolan disponerade de två översta våningarna samt vindsvåningen. År 1986 lämnades Skaraborgs regementes kasernområde och istället flyttade in sin skolverksamhet in i den nya skolbyggnaden på Heden.

## Heraldik och traditioner
Sedan 1999 bevarar Markstridsskolan minnet av Pansartruppernas officershögskola.

## Förbandschefer
Skolan hade följande chefer:
- 1942–1944: Kapten Gunnar Henricson
- 1944–1945: Kapten Stig Ljungstorp
- 1945–1947: Kapten Bernt Juhlin
- 1947–1950: Kapten Nils Ahlström
- 1950–1954: Kapten Claës-Gilbert Ström
- 1954–1956: Kapten Lars Lavèn
- 1956–1957: Kapten Rolf Gefvert
- 1957–1961: Kapten Allan Sjöberg
- 1961–1965: Kapten Kurs Magnusson
- 1965–1965: Överstelöjtnant Kurt Magnusson
- 1965–1968: Överstelöjtnant Erik Grönberg
- 1968–1969: Överstelöjtnant Stig Barke
- 1969–1972: Överstelöjtnant Nils Gunnar Ahlgren
- 1972–1974: Överstelöjtnant Rune Wrangdahl
- 1974–1979: Överstelöjtnant Birger Ericsson
- 1979–1980: Överstelöjtnant Ingemar Björnsson

## Namn, beteckning och förläggningsort
| Pansartruppernas officersaspirantskola     | 1942-09-28 | – | 1945-09-28 |
| Pansartruppernas kadettskola               | 1945-09-28 | – | 1961-03-31 |
| Pansartruppernas kadett- och aspirantskola | 1961-04-01 | – | 1981-05-30 |
| Pansartruppernas officershögskola          | 1981-06-01 | – | 1995-06-30 |

| POAS   | 1945-09-28 | – | 1945-09-28 |
| PKS    | 1942-09-28 | – | 1961-03-31 |
| PKAS   | 1961-04-01 | – | 1981-05-30 |
| InfOHS | 1981-06-01 | – | 1995-06-30 |

| Strängnäs garnison (F) | 1942-09-28 | – | 1946-04-02 |
| Enköpings garnison (F) | 1946-04-03 | – | 1980-05-31 |
| Skövde garnison (F)    | 1980-06-01 | – | 1995-06-30 |